# Markvart Josef Koc z Dobrše
Markvart Josef svobodný pán Koc z Dobrše (německy Marquard Joseph Freiherr von Kotz, 1770, Praha – 1828, Vídeň) byl český šlechtic z rodu Koců z Dobrše, státní úředník a spisovatel.

## Život
Jeho otcem byl snad Jan Markvart Koc z Dobrše. Měl bratra Václava Erasma (1773-1857).
Dle dostupných informací byl Markvart Josef energický člověk a pokrokový samouk s širokým a rozmanitým vzděláním.
V mládí vstoupil jako prostý voják do služeb jezdectva císařské armády. Po několika letech služby armádu opustil v důstojnické hodnosti a vydal se cestou práva a filosofie. Vstoupil do státních služeb a brzy byl jmenován guberniálním koncipientem a nakonec se stal hejtmanem Chrudimského kraje. Tento úřad zastával v letech 1796-1805 zastával úřad hejtmana Chrudimského kraje. V této funkci dal podnět k uspořádání sbírky k založení ochotnického divadla v Chrudimi, základu pozdějšího souboru městského Divadla Karla Pippicha. Dne 20. srpna 1801 odkoupil roku 1788 zrušený špitální kostel sv. Jana Křtitele, kterou nechal upravit pro potřeby divadla. Provoz divadelní byl zahájen 18. října 1801 představením veselohry Das Epigramm od v té době oblíbeného německého autora divadelních her Augusta von Kotzebue. V roce 1810 odešel do výslužby.
Hrabě Ferdinand Pálffy z Erdödu ho poté zaměstnal jako ředitele své tiskárny a litografické dílny ve vídeňském Hernalsu. Ve Vídni se Koc zasadil také o zřízení pečovatelského ústavu pro děti a o založení zaopatřovacího institutu pro spisovatele a umělce, kde našlo útočiště mnoho osobností, např. prof. Ignaz von Sonnleithner, profesor Johann Schindler, Franz Gräffer a mnoho dalších. Patronát nad ústavem držel sám arcivévoda Maxmilián.
Koc byl činný také jako spisovatel a tiskem vyšly dvě jeho větší pojednání: „Die gesetzliche Verfassung der Zehenten...“ (Vídeň 1817, 2. vyd. 1819) a „Die Gesundheitspolizei des österreichischen Kaiserstaates“, 2 sv. (Vídeň 1822).
Byl zastáncem principu tolerance ještě v době před nástupem Josefa II. na trůn. Byl ochráncem osvícenského duchovního a profesora Karla Heinricha Seibta. Koc byl několik let předsedou soudní komise. Jeho oponentem byl prezident apelačního soudu a pozdější nejvyšší hofmistr Českého království, hrabě František Xaver Věžník.
Jistého Johanna Markvarta svobodného pána von Kotz připomíná Oesterreichische Biedermanns-Chronik. Protějšek Almanachu fantastů a kazatelů vydaný Akademií v Linci, roku 1785, ve Freiheitsburgu uvádí následující charakteristiku: „Bystrý, odvážný a spravedlivý muž a v české literatuře jeden z prvních v Praze, který vlastní významnou soukromou sbírku vybraných knih.“
Z konstatování: „Byl zastáncem tolerance ještě v době před nástupem Josefa II.“ („Er vertheidigte schon vor Josef’s Zeiten die Toleranz“) ovšem vyplývá, že oním Kotzem nemůže být výše zmíněný Markvart Josef, jemuž by v době císaře Josefa II. (1780) bylo teprve 10 let. Navíc se objevují dvě jména: Josef Markvart a Jan Markvart.